# Regering-Szlávy

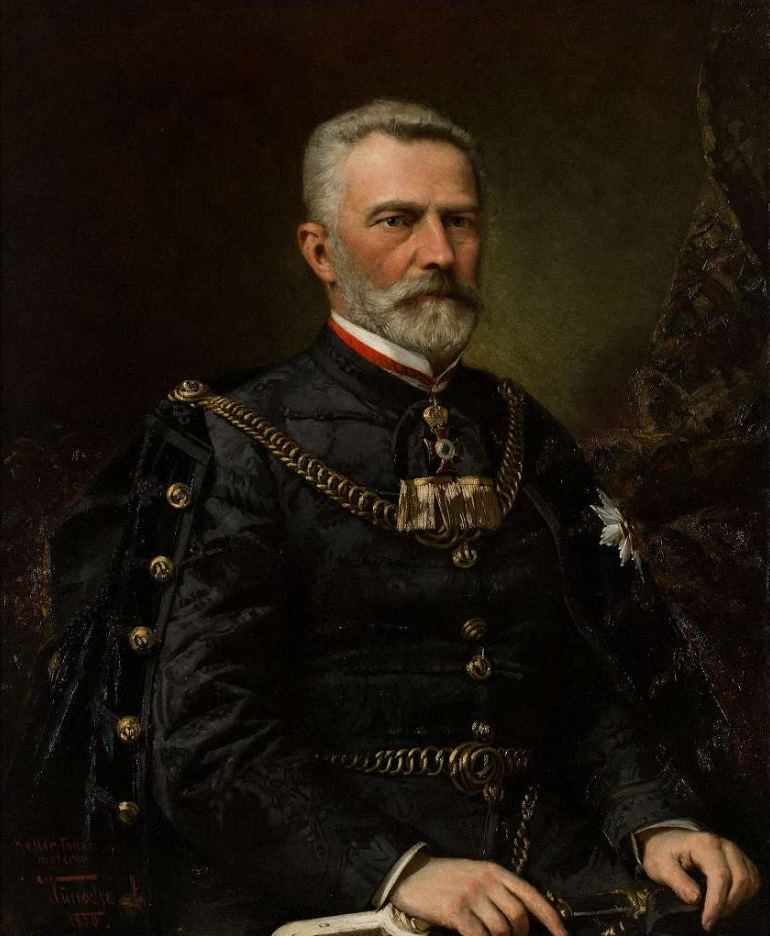
Premier József Szlávy

De regering-Szlavy was de regering die Hongarije bestuurde van 5 december 1872 tot 21 maart 1874. De regering werd geleid door József Szlávy en bestond grotendeels uit leden van de Deák-partij. In 1873 brak een financiële crisis, waardoor Szlávy zelf de portefeuille Financiën in eigen handen nam. Hij slaagde erin leningen te verkrijgen om deze crisis het hoofd te bieden.

## Samenstelling
| Functie en bevoegdheden                                     | Naam                       | Termijn                            |  | Partij      |
| ----------------------------------------------------------- | -------------------------- | ---------------------------------- |  | ----------- |
| Premier                                                     | József Szlávy              | 5 december 1872 – 21 maart 1874    |  | Deák-partij |
| Minister van Binnenlandse Zaken                             | Vilmos Tóth                | 5 december 1872 – 5 maart 1873     |  | Deák-partij |
| Minister van Binnenlandse Zaken                             | Gyula Szapáry              | 5 maart 1873 – 21 maart 1874       |  | Deák-partij |
| Minister van Financiën                                      | Károly Kerkapoly           | 5 december 1872 – 19 december 1873 |  | Deák-partij |
| Minister van Financiën                                      | József Szlávy (waarnemend) | 19 december 1873 – 21 maart 1874   |  | Deák-partij |
| Minister van Justitie                                       | Tivadar Pauler             | 5 december 1872 – 21 maart 1874    |  | Deák-partij |
| Minister van Defensie                                       | József Szlávy (waarnemend) | 5 december 1872 – 15 december 1872 |  | Deák-partij |
| Minister van Defensie                                       | Béla Szende                | 15 december 1872 – 21 maart 1874   |  | partijloos  |
| Minister naast de Koning                                    | Béla Wenckheim             | 5 december 1872 – 21 maart 1874    |  | Deák-partij |
| Minister van Godsdienst en Onderwijs                        | Ágoston Trefort            | 5 december 1872 – 21 maart 1874    |  | Deák-partij |
| Minister van Landbouw, Nijverheid en Handel                 | József Zichy               | 5 december 1872 – 21 maart 1874    |  | Deák-partij |
| Minister van Openbare Werken en Transport                   | Lajos Tisza                | 5 december 1872 – 19 december 1873 |  | Deák-partij |
| Minister van Openbare Werken en Transport                   | József Zichy               | 19 december 1873 – 21 maart 1874   |  | Deák-partij |
| Minister van Kroatisch-Slavoons-Dalmatische Aangelegenheden | Petar Pejačević            | 5 december 1872 – 21 maart 1874    |  | ?           |